# Hoedligger

Een hoedligger, ook wel THQ-ligger genoemd, is een stalen balk waarvan de doorsnede de vorm van een hoed heeft.
Een hoedligger wordt voornamelijk gebruikt als drager van (betonnen) verdiepingsvloeren, zoals kanaalplaat-, breedplaat- of staalplaatbetonvloeren.
De ligger bestaat uit vier stalen stroken: een brede, aan twee zijden uitstekende onderflens, met daarop twee verticale lijfplaten, die ook onder een hoek kunnen worden geplaatst. Tussen de lijfplaten is een bovenflens gelast.
Door toepassing van een hoedligger kan de vloerdikte en daarmee de verdiepingshoogte beperkt worden omdat de ligger in de vloer geïntegreerd kan worden. Men spreekt dan van een geïntegreerde ligger.
Men spreekt ook wel van een THQ-ligger, wat staat voor Top Hat Q beam.
Een variant op de hoedligger is de petligger (THQa), waarvan de onderflens aan één zijde uitsteekt.